# Antonio Pérez (giurista)

Institutiones imperiales erotematibus distinctae, 1762
(Fondazione Mansutti, Milano).

Antonio Pérez (1583 – 1672) è stato un giurista spagnolo.

## Biografia
Da giovane lasciò la Spagna e si spostò nei Paesi Bassi con la famiglia, dove si laureò in diritto all'Università di Lovanio. In seguito ottenne la cattedra di Henricus Zoësius, avendo poi alcuni incarichi militari. La sua opera maggiore è Institutiones imperiales erotematibus distinctae, realizzata come commentario delle Istituzioni di Giustiniano. L'opera si divide in quattro libri e serve da manuale agli studenti, motivo per cui fu redatta come una serie di domande e risposte. Le quaranta edizioni tra il 1619 e il 1796 dimostrano il successo del libro tra i contemporanei. Un esemplare dell'edizione veneziana del 1762 è conservato presso la Fondazione Mansutti di Milano.
Pérez scrisse anche Praelectiones in duodecim libros Codicis Justiniani, in cui sono raccolti i commenti al Codice, al Digesto e alle Istituzioni.